# Kevin J. Anderson
Kevin J. Anderson (ur. 27 marca 1962) – amerykański pisarz science fiction. Pisze głównie powieści ze świata Gwiezdnych wojen, wspólnie z Brianem Herbertem stworzył serię kontynuującą cykl Diuna Franka Herberta.
Napisana wspólnie z Dougiem Beasonem powieść Budowniczowie nieskończoności (Assemblers of Infinity) była nominowana do nagrody Nebula w 1993 roku.
Razem z żoną, pisarką Rebeccą Moesta mieszkają w okolicach Monument (Kolorado).